# Драшнице
Драшнице су насељено место у саставу општине Подгора, Сплитско-далматинска жупанија, Република Хрватска.

## Историја
До територијалне реорганизације у Хрватској налазиле су се у саставу старе општине Макарска.

## Становништво
На попису становништва 2011. године, Драшнице су имале 339 становника.
| Број становника по пописима | Број становника по пописима | Број становника по пописима | Број становника по пописима | Број становника по пописима | Број становника по пописима | Број становника по пописима | Број становника по пописима | Број становника по пописима | Број становника по пописима | Број становника по пописима | Број становника по пописима | Број становника по пописима | Број становника по пописима | Број становника по пописима | Број становника по пописима |
| --------------------------- | --------------------------- | --------------------------- | --------------------------- | --------------------------- | --------------------------- | --------------------------- | --------------------------- | --------------------------- | --------------------------- | --------------------------- | --------------------------- | --------------------------- | --------------------------- | --------------------------- | --------------------------- |
| 1857                        | 1869                        | 1880                        | 1890                        | 1900                        | 1910                        | 1921                        | 1931                        | 1948                        | 1953                        | 1961                        | 1971                        | 1981                        | 1991                        | 2001                        | 2011                        |
| 514                         | 586                         | 631                         | 684                         | 695                         | 753                         | 653                         | 585                         | 518                         | 513                         | 427                         | 366                         | 319                         | 331                         | 328                         | 339                         |

### Попис1991.
На попису становништва 1991. године, насељено место Драшнице је имало 331 становника, следећег националног састава:
| Попис 1991.‍ | Попис 1991.‍ | Попис 1991.‍ | Попис 1991.‍ | Попис 1991.‍ |
| ----------- | ----------- | ----------- | ----------- | ----------- |
|             |             |             |             |             |
| Хрвати      | Хрвати      |             | 314         | 94,86%      |
| Срби        | Срби        |             | 5           | 1,51%       |
| Словенци    | Словенци    |             | 3           | 0,90%       |
| Чеси        | Чеси        |             | 3           | 0,90%       |
| Југословени | Југословени |             | 2           | 0,60%       |
| Мађари      | Мађари      |             | 2           | 0,60%       |
| Албанци     | Албанци     |             | 1           | 0,30%       |
| непознато   | непознато   |             | 1           | 0,30%       |
| укупно: 331 |             |             |             |             |